# Su-37 (航空機・初代)
Su-37/Су-37
- 用途：戦闘機
- 分類：戦闘攻撃機
- 設計者： スホーイ設計局
- 製造者：
- ユニットコスト：
- 画像：

Su-37（スホーイ37、スホイ37；ロシア語：Су-37スー・トリーッツァチ・スィェーミ）は、ソ連のスホーイが計画した戦闘攻撃機である。S-37（С-37エース・トリーッツァチ・スィェーミ）と呼ばれることもある。北大西洋条約機構（NATO）では「フラウンダー」（Flounder）のNATOコードネームで識別した。計画のみで、実機の製作はされなかった。なお、Su-27の発展型であるSu-37とは全くの別の機体である。

## 概要
Su-24、Su-25、MiG-27といった攻撃機やMiG-29などの戦闘機の後継機とするLFI計画機として開発されたが、経済事情の悪化により、1991年8月19日に計画中止となった。

## スペック (計画値)
3面図
- 全長：17.5m
- 全幅：11.8m
- 全高：5.7m
- 翼面積：50.0 m2
- 空虚重量：12,500kg
- 最大離陸重量：25,000kg
- 最大速度：マッハ2.0
- 実用上昇限度：17,000m
- 燃料搭載量：8,300kg
- 最大行動半径：1,500km
- エンジン：ソユーズ製A/B付きターボファンエンジン R-79（推力18,500kg） 1基またはリューリカ＝サトゥールン製 AL-41F（推力20,000kg）1基
- 固定武装：30mm機関砲1門